# 浅尾庄一郎
浅尾庄一郎（日語：浅尾荘一郎, 1898年—1978年）是一位日本发明家，电子工程师。

## 生平
1898年出生于日本，1929年在东京电气研究银铯光电管。后担任日本真空协会初代会长。1939年被选为日本十大发明家，1940年获得东京大学理学博士学位。

## 家庭
女儿德川阳子是东京工艺大学物理学名誉教授。女婿德川宗贤是学习院大学文学部语言学教授。